# (100768) 1998 FN27
(100768) 1998 FN27 es un asteroide perteneciente al cinturón de asteroides descubierto el 20 de marzo de 1998 por el equipo del Lincoln Near-Earth Asteroid Research desde el Laboratorio Lincoln, Socorro, Nuevo México, Estados Unidos.

## Designación y nombre
Designado provisionalmente como 1998 FN27.

## Características orbitales
1998 FN27 está situado a una distancia media del Sol de 3,065 ua, pudiendo alejarse hasta 3,385 ua y acercarse hasta 2,744 ua. Su excentricidad es 0,104 y la inclinación orbital 14,27 grados. Emplea 1960,28 días en completar una órbita alrededor del Sol.

## Características físicas
La magnitud absoluta de 1998 FN27 es 15,1. Tiene 4,665 km de diámetro y su albedo se estima en 0,089. 